# Costituzione di Francoforte
La Costituzione di Francoforte (in tedesco: Frankfurter Reichsverfassung, abbreviata talvolta in FRV; detta anche Costituzione della chiesa di San Paolo - Paulskirchenverfassung - o Costituzione di San Paolino) era la legge fondamentale della Confederazione germanica che venne promulgata il 28 marzo 1849 col tentativo di creare una nazione tedesca unitaria che potesse essere il legittimo successore del Sacro Romano Impero: l'Impero tedesco (1848-1849). Adottata e proclamata dal Parlamento di Francoforte dopo le rivoluzioni del 1848, la costituzione conteneva una carta fondamentale dei diritti e le basi per la costituzione di un governo democratico in forma di una monarchia costituzionale. Re Federico Guglielmo IV di Prussia venne designato quale capo di stato di questa nuova entità statale col titolo di "Imperatore dei tedeschi" (in tedesco: Kaiser der Deutschen), ruolo che egli rifiutò nettamente per l'eccessiva liberalità invocata da questa stessa costituzione.
La costituzione si differenzia radicalmente dalla Costituzione dell'Impero tedesco promossa nel 1871 dal primo ministro Otto von Bismarck.

## L'emergenza
La costituzione del 1849 venne proclamata dal Parlamento di Francoforte durante una sua riunione presso la Paulskirche il 27 marzo 1849, e divenne effettiva dal giorno successivo, 28 marzo, quando venne pubblicata sulla Reichs-Gesetz-Blatt 1849, pp. 101–147. Con tale atto venne fondato de jure un Impero tedesco come successore della vecchia Confederazione Germanica. De facto però gran parte dei principi tedeschi non erano intenzionati a rinunciare alla propria sovranità e mossero resistenza al documento, motivo per cui la Confederazione Germanica venne restaurata l'anno successivo.
Dopo lunghi e controversi negoziati, il parlamento varò la costituzione il 27 marzo 1849 che passò per 267 voti a favore e 263 contrari. Essa prevedeva la creazione di un impero ereditario (Erbkaisertum), soluzione attorno alla quale si erano schierati i sostenitori di Heinrich von Gagern, mentre si erano schierati contro Heinrich Simon ed i suoi sostenitori. Quest'ultimo gruppo avrebbe preferito una monarchia elettiva o il governo di un direttorio, mentre i gruppi di sinistra più estremi invocavano la proclamazione di una repubblica federale sul modello degli Stati Uniti.

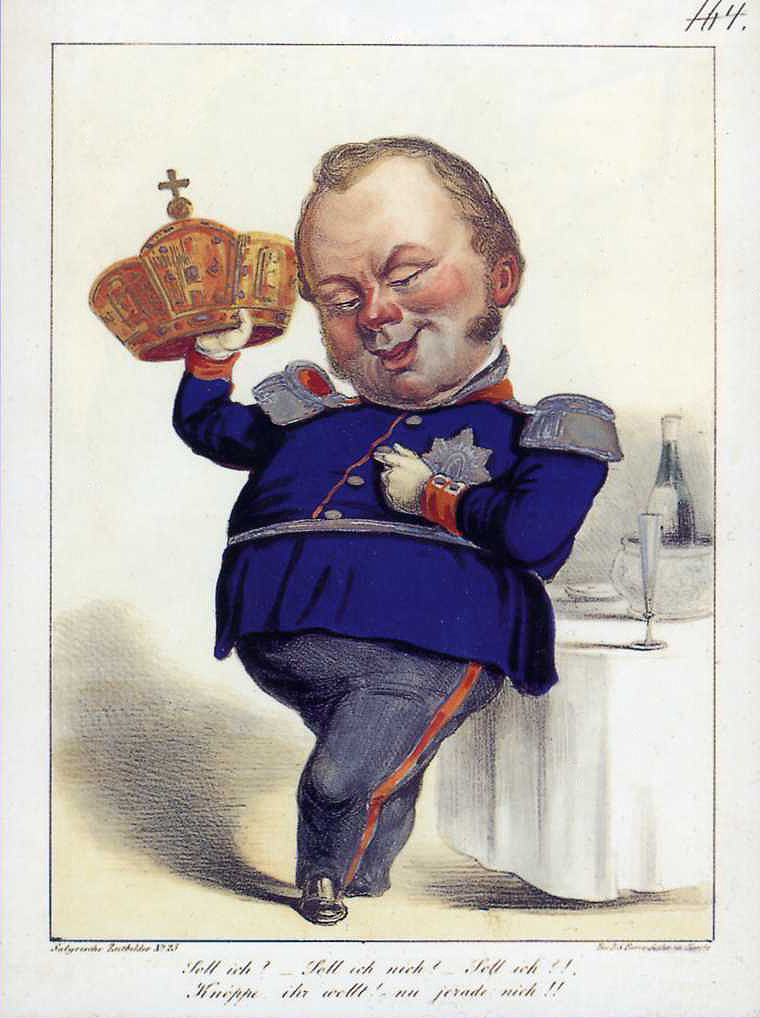
Vignetta d'epoca rappresentante Federico Guglielmo IV di Prussia che gioca indeciso con la corona imperiale tra le mani, quella offertagli dal Parlamento di Francoforte

Il testo della costituzione si apriva con l'art. 1 che prevedeva quanto segue: "Das deutsche Reich besteht aus dem Gebiete des bisherigen deutschen Bundes." ("L'impero tedesco consiste nell'area occupata dall'attuale Confederazione germanica"). I deputati di Francoforte si trovarono subito di fronte alla questione tedesca, ovvero se la Germania unita dovesse comprendere anche le terre della corona austriaca o meno. Dal momento che gli imperatori asburgici non avrebbero mai rinunciato ad alcuna delle terre costituenti il loro stato multinazionale, i delegati designati da re Federico Guglielmo IV propesero per la "soluzione piccolo tedesca", ovvero uno stato tedesco con l'esclusione dei domini austriaci.
Il popolo tedesco sarebbe stato rappresentato da un parlamento bicamerale, con una camera dei comuni (Volkshaus) eletta direttamente ed una camera degli stati (Staatenhaus) composta da rappresentanti scelti dai singoli stati confederati; ciascuna di queste ultime delegazioni sarebbe stata ripartita in modo eguale tra il governo ed il parlamento locali. Gli articoli 178 e 179 prevedevano l'istituzione di processi pubblici e giudizi non più discrezionali. L'introduzione di una giuria per i processi fu un costume seguito poi dalla maggior parte degli stati tedeschi, e proseguì in uso anche nell'Impero tedesco, e rimarrà tale sino alla riforma Emminger del 4 gennaio 1924 della Repubblica di Weimar.
La costituzione ebbe vita breve e con la restaurazione della Confederazione germanica essa venne abolita.